# Alphagaulus
Alphagaulus – wymarły rodzaj ziemnych gryzoni z rodziny Mylagaulidae. Zamieszkiwał Wielkie Równiny Ameryki Północnej 20,43 to 13,6 mln lat temu. Alphagaulus jest taksonem parafiletycznym w obrębie rodziny Mylagaulidae.

## Występowanie
Kopalne ślady występowania Alphagaulus odkrywano wyłącznie na terenie Wielkich Równin Ameryki Północnej (Idaho, Montana, Nebraska, Wyoming, Nevada i Nowy Meksyk) i były datowane na miocen.